# Нумерс, Иван Петрович
Иван Петрович (Франц Иоганн фон) Нум(м)ерс (нем. Franz Johann von Numers; 1711—1784) — русский военачальник, генерал-аншеф (1770). Кавалер высшего польского ордена Белого орла (1769). Непосредственный начальник А. В. Суворова во время Войны против барских конфедератов (1769).

## Биография
Родился в 1711 году, вероятно, в Нарве. Происходил из остзейского немецкого рода фон Нумерс. Сын Петера фон Нумерса (1669—1725) шведского армейского капитана, и его супруги Доротеи, урождённой  фон Цёкелль. Внук богатого нарвского купца, чьи предки были выходцами из ганзейского города Любека. 
В 1728 году, 17-летним юношей, поступил на русскую службу. Офицером принимал участие в Семилетней войне. В 1759 году был произведён в генерал-майоры, в 1760 году стал кавалером ордена Святой Анны (тогда имевшего одну степень). 
Генерал-поручик (1763), александровский кавалер (1767).
Во время Войны против барских конфедератов (1769) генерал-поручик Нумерс возглавил армейский корпус, в котором бригадир Александр Васильевич Суворов командовал авангардом. За отличия в сражениях против барских конфедератов, Нумерс был пожалован польским королём Станиславом Августом Понятовским (который считал конфедератов повстанцами) высшим польским орденом Белого орла (1769).
В 1770 году был произведён в генерал-аншефы. Тогда же или позднее вышел в отставку. 
Был женат на Наталье фон Штофельн, дочери генерал-поручика Фёдора Штофельна.
Скончался в 1784 году в своем остзейском имении.

## Младший брат
Имел младшего брата, Густава фон Нумерса ( нем. Gustav von Numers; 1715—1780), который поступил на русскую службу в 1735 году. В 1754 году был произведён в полковники. В 1755 году был назначен командиром Углицкого мушкетёрского полка.  
Летом 1762 года императором Петром III Густав фон Нумерс был назначен комендантом Кронштадтской крепости, в связи с чем играл важную роль в событиях переворота, организованного Екатериной II.
С 1752 года был женат на Магдалене Елизавете фон Будберг. 
Скончался в 1780 году.